# Гуєцький Семен Натанович
Семен Натанович Гує́цький (Симха (Сімха) Нусенович; нар. 15 травня 1902, Житомир — пом. 20 серпня 1974, Київ) — український радянський живописець; член Спілки художників України з 1945 року.

## Життєпис
Народився 2 [15] травня 1902 року в місті Житомирі (тепер Україна) в єврейській родині. Його батько був ремісником, мати — домогосподаркою. Брав участь у Громадянській війні. З 1921 року навчався в Житомирській художній профтехшколі у Олександра Канцерова. 1929 року закінчив Київський художній інститут — де навчався у Федора Кричевського, Михайла Бойчука, Лева Крамаренка, Андрія Тарана.
Брав участь у німецько-радянській війні. Бойовий шлях почав командиром кулеметного взводу, закінчив командиром стрілецького батальйону. Член ВКП(б) з 1947 року. Жив у Києві, в будинку на провулку Івана Мар'яненка № 14, квартира 7. Помер у Києві 20 серпня 1974 року.

## Творчість
Режисер перших українських мультфільмів, знятих на Київській фабриці «Українфільм»:
- «Мурзилка в Африці» (1934, співавтор Євген Горбач, сценарій Є. Дубинського);
- «Тук-Тук та його товариш Жук» (1935, сценарій Олеся Донченка),
- «Чарівний перстень» (1936).

Працював у жанрі історичної картини, малював морські пейзажі, натюрморти, портрети. Автор картин:
- «На стрільбищі» (1938);
- портрет В. Оропченка (1950);
- портрет бандуриста С. Мельниченка (1954);
- «Смольний. 1917 рік» (1957; Національний художній музей України, варіант 1966—1967 років придбала Дрезденська картинна галерея);
- «В останньому підпіллі» (1959);
- «Автопортрет» (1960);
- «Думи про кріпацьку долю» (1960, Шевченківський національний заповідник);
- «На порозі життя» (1963, Сумський художній музей);
- «На опаленій землі» (1964);
- «1918 рік» (1967);
- «Травень. 1945 рік» (1968);
- «Сестрорецьке підпілля» (1959—1969);
- «К. Е. Ціолковський» (1969);
- «Повернення» (1971);
- «Старий» (1970-ті);
- «Шуміли прапори» (1971—1974).

Брав участь у республіканських виставках з 1938 року, всесоюзних з 1953 року, зарубіжних з 1954 року.
Твори зберігаються у Національному художньому мухеї України, Шевченківському національному заповіднику, Сумському художньому музей, Житомирському краєзнавчому музеї, Зібранні (колекції) образотворчого мистецтва Градобанку, зібраннях художніх музеїв та приватних колекцій України, Росії, інших країн.

## Відзнаки
- Нагороджений:
  - орденами Червоної Зірки (8 червня 1945), «Знак Пошани»;
  - медалями «За оборону Сталінграда» (22 грудня 1942), «За перемогу над Німеччиною»[2];
- Заслужений діяч мистецтв УРСР з 1968 року.